# Parco delle Querce di Castro
Parco delle Querce di Castro este o arie protejată (arie specială de conservare — SAC, sit de importanță comunitară — SCI) din Italia întinsă pe o suprafață de 4,47 ha, integral pe uscat.

## Localizare
Centrul sitului Parco delle Querce di Castro este situat la coordonatele 40°00′20″N 18°25′14″E / 40.005556°N 18.420556°E.

## Înființare
Situl Parco delle Querce di Castro a fost declarat sit de importanță comunitară în iunie 1995 pentru a proteja 2 specii de animale. Situl a fost protejat și ca arie specială de conservare în martie 2018.

## Biodiversitate
Situată în ecoregiunea mediteraneană, aria protejată conține 1 habitat natural: Păduri de Quercus ilex și Quercus rotundifolia.
La baza desemnării sitului se află mai multe specii protejate de  reptile (2): șarpele cu patru dungi (Elaphe quatuorlineata), elaphe situla (Zamenis situla).
Pe lângă speciile protejate, pe teritoriul sitului au mai fost identificate 6 specii de plante, 3 specii de reptile.